# Otto Christian Dahl
Otto Christian Dahl (ur. 15 lipca 1903 w Namsos, zm. 11 listopada 1955 w Stavangerze) – norweski misjonarz i językoznawca, który wniósł wkład w badania nad językiem malgaskim.
Studiował językoznawstwo w Oslo, Hamburgu, Lejdzie i Londynie. W 1938 roku wydał pracę Le systeme phonologique du Proto-Malgache. W 1952 roku uzyskał doktorat na podstawie rozprawy pt. Malgache et Maanjan. Une comparaison linguistique. Postulował istnienie związku genealogicznego między malgaskim a językiem ma’anyan z indonezyjskiej części Borneo. Napisał także publikację Étude de phonologie et de phonétique malgaches, będącą fundamentalnym dziełem encyklopedycznym.